# Pierre Alexis Ponson du Terrail

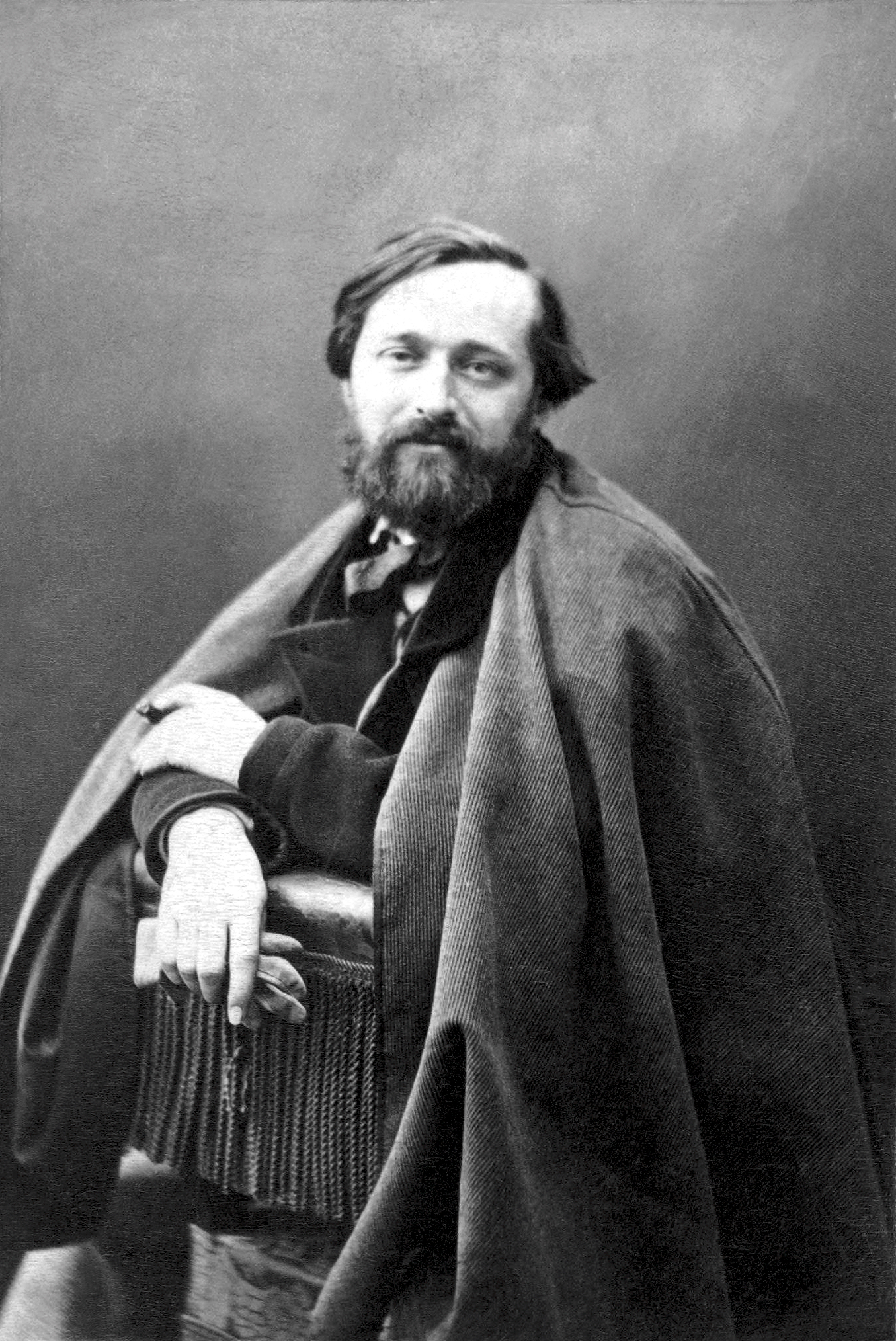
Pierre Alexis, Vicomte de Ponson du Terrail

Pierre Alexis, Vicomte de Ponson du Terrail (* 8. Juli 1829 in Montmaur, Hautes-Alpes; † 20. Januar 1871 in Bordeaux) war ein französischer Romanautor, der innerhalb von 20 Jahren etwa 200 Romane veröffentlichte und heute vor allem für seine fiktive Figur des Rocambole bekannt ist.

## Leben und Werk
Paul-Alexis du Terrail wuchs in der Provence auf. Im Alter von 18 Jahren ging er 1847 nach Paris und fing an zu schreiben. Von 1851 bis 1869 wurde er (nach dem Vorbild von Eugène Sue) zum erfolgreichsten Autor und zum unbestrittenen König des Fortsetzungsromans im Zweiten Kaiserreich. Er schrieb Unterhaltungsliteratur für die Zeitungen La Patrie, Le Petit Journal, L’Opinion nationale, La Petite Presse und Le Moniteur du Soir. Zeitweilig schrieb er an 5 Romanen gleichzeitig. Die Zahl seiner Romane geht in die Hunderte. Der Katalog der Bibliothèque nationale de France widmet ihm fast 600 Einträge. Viele seiner Texte wurden auch ins Deutsche übersetzt. Besonders beliebt war seine Romanfigur Rocambole, von der seit dem Ende des 19. Jahrhunderts das noch heute geläufige Adjektiv rocambolesque (auf eine Erzählung bezogen: abenteuerlich, unglaublich, grotesk; voller überraschender Wendungen) abgeleitet ist. 1871 wich er vor der preußischen Armee von Orléans nach Bordeaux aus und starb dort im Alter von 41 Jahren an einer Seuche.

## Werke (Auswahl)

### Rocambole-Zyklus
- L'Héritage mystérieux. Louis de Potter, Paris 1858
- Le Club des Valets-de-cœur. Louis de Potter, Paris 1858
- Les Exploits de Rocambole. Une fille d’Espagne. La Mort du sauvage. Louis de Potter, Paris 1859
- Les Chevaliers du clair de lune. 1860–1863
- La Résurrection de Rocambole. 1865/66
- Le Dernier Mot de Rocambole. 1866/67
- Les Misères de Londres. 1868,
- Les Démolitions de Paris. 1869
- La Corde du pendu, 1870.

#### Moderne Ausgaben
- Rocambole. Hrsg. Laurent Bazin. 2 Bde. R. Laffont, Paris 1992.
- Les Drames de Paris. Rocambole. Garnier frères, Paris 1977. (Reihe: Classiques populaires)

### Weitere Romane
- La Baronne trépassée. Baudry, Paris 1852
- La Femme immortelle, 1852.
- Les Coulisses du monde. Un prince indien. Baudry, Paris 1853
- Le Forgeron de la Cour-Dieu. 1869, abgedruckt auch als Fortsetzungsroman im Le Journal du Loiret vom 26. Dezember 1921 bis zum 14. März 1923
- La Jeunesse du roi Henri, vier Bände
  - La Jeunesse du roi Henri.
  - Les Galanteries de Nancy-la-belle.
  - Les Amours du roi-trèfle.
  - La Reine des barricades. E. Dentu, Paris 1869
- Le Trompette de la Bérésina. La mare aux fantômes. A. Faure, Paris 1866

### Deutsche Ausgaben
- Rocambol, der Fürst der Katakomben. Großer Liebes-Roman. Eules-Verlag, Leipzig 1925, 3200 Seiten.
- Der Blutbund. Scenen aus dem Pariser Leben. Hartleben, Wien 1858.
- Die Schwertbrüder. Stockholzer, Wien 1859.
- Aus dem Extrastübchen eines modernen Restaurants. Ein Pariser Lebensbild. Markgraf, Wien 1862. (übersetzt von A. Scarneo)
- Die Hand aus dem Grabe. Fridrich, Wien 1864.
- Die Geheimnisse der Demi-Monde. Pariser Sittenroman. 1864.
- Die Dame mit dem schwarzen Handschuh. Sitten-Roman. 1865. (übersetzt von J. Blümel)
- Der Ball der Schlachtopfer. 1865. (übersetzt von L. Ritter)
- Die Nächte des Maison Dorée. Hartleben, Pest 1865. (übersetzt von Eugen Marx)
- Das Gespenst der Baronin. Spitzer, Wien 1865. (übersetzt von Marie Saphir)
- Eine Jugendsünde. 1865. (übersetzt von H. von Veltheim)
- Edelmuth und Hinterlist, oder Der untergeschobene Sohn. Otto Humberg und Co, Berlin 1865.
- Pariser Dramen. 1. Die geheimnisvolle Erbschaft. Edelbauer, Wien 1867.
- Das Geheimnis des Arztes. Criminal-Roman. Mecklenburg, Berlin 1868.
- Die Judas-Söhne. Tendler, Wien 1868.
- Das Muttermal. 1869.
- Rocambole (1): Die geheimnisvolle Erbschaft (übers. v. Gerd Frank), Independently  published, 2024
- Rocambole (2): Der Geheimbund der Herzbuben (2 Bde., übers. v. Gerd Frank) Independently published, 2024
- Rocamboles Heldentaten (3 Bde.: Die Zigeunerin/Der Mann ohne Gewissen/Baccarats Rache) Übers. v. Gerd Frank, 2024
- Rocambole kehrt zurück (3 Bde.: Der Galeerensträfling/Die Waisenkinder/Madeleine/Versöhnung/Wassilika) Übersetzung von Gerd Frank. Independently published, 2025
- Rocamboles letztes Wort (4 Bde.: Unter Strandräubern und Würgern/Die Millionen der Zigeunerin/Die schöne Gärtnerin/Ein Drama in Indien) Übersetzung von Gerd Frank. Independently published, 2025